# Kunstkritikk
Kunstkritikk er et internetbaseret nordisk (oprindelig norsk) kunsttidskrift med fire udgaver: en norsk, en dansk, en svensk og en international (engelsksproget) udgave. Det har fokus på anmeldelser og kommentarer til udstillinger og andre begivenheder i det nordiske billedkunstmiljø, men bringer også reportager, nyheder og interview med kunstnere og andre aktører. Mediet betegner sig selv som Norges og Nordens ledende netsted for samtidskunst. Mediet er sammen med Kunsten.nu blevet fremhævet i Dagbladet Information som de bedste internetmedier til viden og debatter om dansk samtidskunst.

## Historie
Kunstkritikk.no startede som et norsk initiativ i 2003. Siden 2009 har netmediet fået fast offentlig norsk statsstøtte. I 2011 blev mediet udvidet med en dansk (Kunstkritikk.dk) og en svensk (Kunstkritikk.se) udgave, og det begyndte at oversætte udvalgte skandinaviske artikler til en engelsksproget version (Kunstkritikk.com). I 2019 lancerede det med støtte fra Ny Carlsbergfondet en mere ambitiøs engelsksproget udgave, der både skulle formidle nordisk kunst til et internationalt publikum og formidle nordiske perspektiver på de vigtigste begivenheder i verdens kunstmetropoler.

## Organisation
Tidsskriftet har hovedkvarter i Oslo med en norsk ansvarshavende redaktør, og det følger den norske såkaldte redaktørplakat, som er et sæt retningslinjer for en redaktions ansvar og etiske regler. Derudover har mediet en norsk, en dansk og en svensk redaktør med sæde i henholdsvis Oslo, København og Stockholm. Den engelsksprogede udgave, som består af oversættelser fra de originale skandinaviske artikler, varetages i 2024 i Stockholm, mens selve oversættelsen til engelsk foretages i Århus. Den danske redaktør er pr. 2024 Pernille Albrethsen.
I 2024 fik mediet støtte fra en række statslige institutioner og private fonde i både Norge, Danmark, Sverige og Finland. I Danmark ydede Statens Kunstfond og Det Obelske Familiefond således støtte.